# Вітулін-Кольонія
Вітулін-Кольонія (пол. Witulin-Kolonia) — село в Польщі, у гміні Лешна-Подляська Більського повіту Люблінського воєводства.
Населення — 217 осіб (2011).
У 1975-1998 роках село належало до Білопідляського воєводства.

## Демографія
Демографічна структура станом на 31 березня 2011 року:
|          | Загалом | Допрацездатний вік | Працездатний вік | Постпрацездатний вік |
| -------- | ------- | ------------------ | ---------------- | -------------------- |
| Чоловіки | 117     | 23                 | 83               | 11                   |
| Жінки    | 100     | 23                 | 52               | 25                   |
| Разом    | 217     | 46                 | 135              | 36                   |